# 笹間村 (岩手県)
笹間村（ささまむら）は、昭和30年（1955年）まで岩手県和賀郡にあった村。現在の花巻市中笹間・北笹間・南笹間・尻平川・栃内・轟木・横志田にあたる。

## 地理
- 河川：尻平川

## 沿革
- 明治22年（1889年）4月1日 - 町村制施行にともない、中笹間村・北笹間村・南笹間村・尻平川村・栃内村・轟木村・横志田村の計7か村が合併して東和賀郡笹間村が発足。
- 1897年（明治30年）4月1日 - 郡の統合により東和賀郡と西和賀郡が合併し、和賀郡が復活[1]。和賀郡笹間村となる。
- 昭和30年（1955年）7月1日 - 花巻市に編入。

## 行政
- 歴代村長

| 代 | 氏名         | 就任                       | 退任                      | 備考         |
| -- | ------------ | -------------------------- | ------------------------- | ------------ |
| 1  | 猫塚茂太     | 明治22年（1889年）5月      | 不詳                      |              |
| 2  | 福山貢       | 明治26年（1893年）5月24日  | 不詳                      |              |
| 3  | 高橋慶太郎   | 明治29年（1896年）11月10日 | 不詳                      |              |
| 4  | 小原民蔵     | 明治34年（1901年）6月7日   | 不詳                      |              |
| 5  | 菊池昌太郎   | 明治38年（1905年）7月12日  | 不詳                      |              |
| 6  | 猫塚四郎     | 大正2年（1913年）8月8日    | 不詳                      |              |
| 7  | 小原陸右ェ門 | 大正6年（1917年）11月21日  | 不詳                      |              |
| 8  | 本舘藤重郎   | 大正11年（1922年）2月26日  | 大正13年（1924年）8月30日 |              |
| 9  | 照井又十     | 大正13年（1924年）11月23日 | 大正14年（1925年）7月15日 |              |
| 10 | 高橋喜代志   | 大正14年（1925年）11月12日 | 昭和4年（1929年）2月2日   |              |
| 11 | 八重樫利康   | 昭和4年（1929年）2月24日   | 昭和20年（1945年）2月23日 | のち花巻市長 |
| 12 | 照井一郎     | 昭和20年（1945年）2月24日  | 昭和21年（1946年）3月9日  |              |
| 13 | 高橋耕一     | 昭和21年（1946年）3月27日  | 昭和26年（1951年）4月5日  |              |
| 14 | 藤本正道     | 昭和26年（1951年）4月23日  | 昭和30年（1955年）3月31日 |              |